# 자금우
자금우(紫金牛, Ardisia japonica)는 자금우과의 상록소관목이다.

## 생태
한반도 남부 산지의 숲 밑에 나며, 높이는 15-20cm이다. 기는 줄기와 서는 줄기가 있다. 잎은 긴 타원형, 좁은 타원형, 광택이 나고, 길이 10cm가량, 폭 6cm가량이다. 꽃은 잎겨드랑이에서 선형으로 달리고, 밑으로 처지며, 흰색으로 방사상칭이다. 열매는 핵과로 둥근 모양이며 붉은색으로 익는다.

## 같이 보기
- 한약